# Ilex dicarpa
Ilex dicarpa är en järneksväxtart som beskrevs av Y.R. Li. Ilex dicarpa ingår i släktet järnekar, och familjen järneksväxter. Inga underarter finns listade i Catalogue of Life.